# Antoine Joseph Chrétien Defontaine
Antoine Joseph Chrétien Defontaine (1785-1856), ancien élève de l'École polytechnique, est un ingénieur en chef des Chemins de fer, inspecteur des Ponts et Chaussées, puis ingénieur en chef de 1re classe au corps royal des Ponts et Chaussées.
Entre autres projets ferroviaires, il a étudié le tracé d'un chemin de fer de Paris à la mer par les plateaux (Paris, Pontoise, Gisors, Charleval) qui, finalement, n'a pas été réalisé, au profit d'un autre tracé concurrent par la vallée de la Seine.

## Réalisations
- Raccordement de Viroflay